# Tofet
Als Tofet oder Tophet (hebräisch תֹּפֶת, plur. Tephatim) bezeichnen einige Stellen der hebräischen Bibel (Tanach) bestimmte Plätze, wo die früheren Kanaaniter, Phönizier und Karthager religiöse Kinderopfer ausgeführt haben sollen.
An anderen Bibelstellen bedeutet der Ausdruck „Gespei“, „Gespött“, „Gräuel“ oder „Schande“. Er erscheint jeweils in Kontexten, die den JHWH-Glauben der Israeliten von vorisraelitischen Kulten abgrenzen. Daraus ergab sich das Forschungsproblem, ob in diesen Kulten und der frühen Religion Israels solche Opfer ausgeführt wurden, gegebenenfalls bis wann und wie weit sie verbreitet waren.

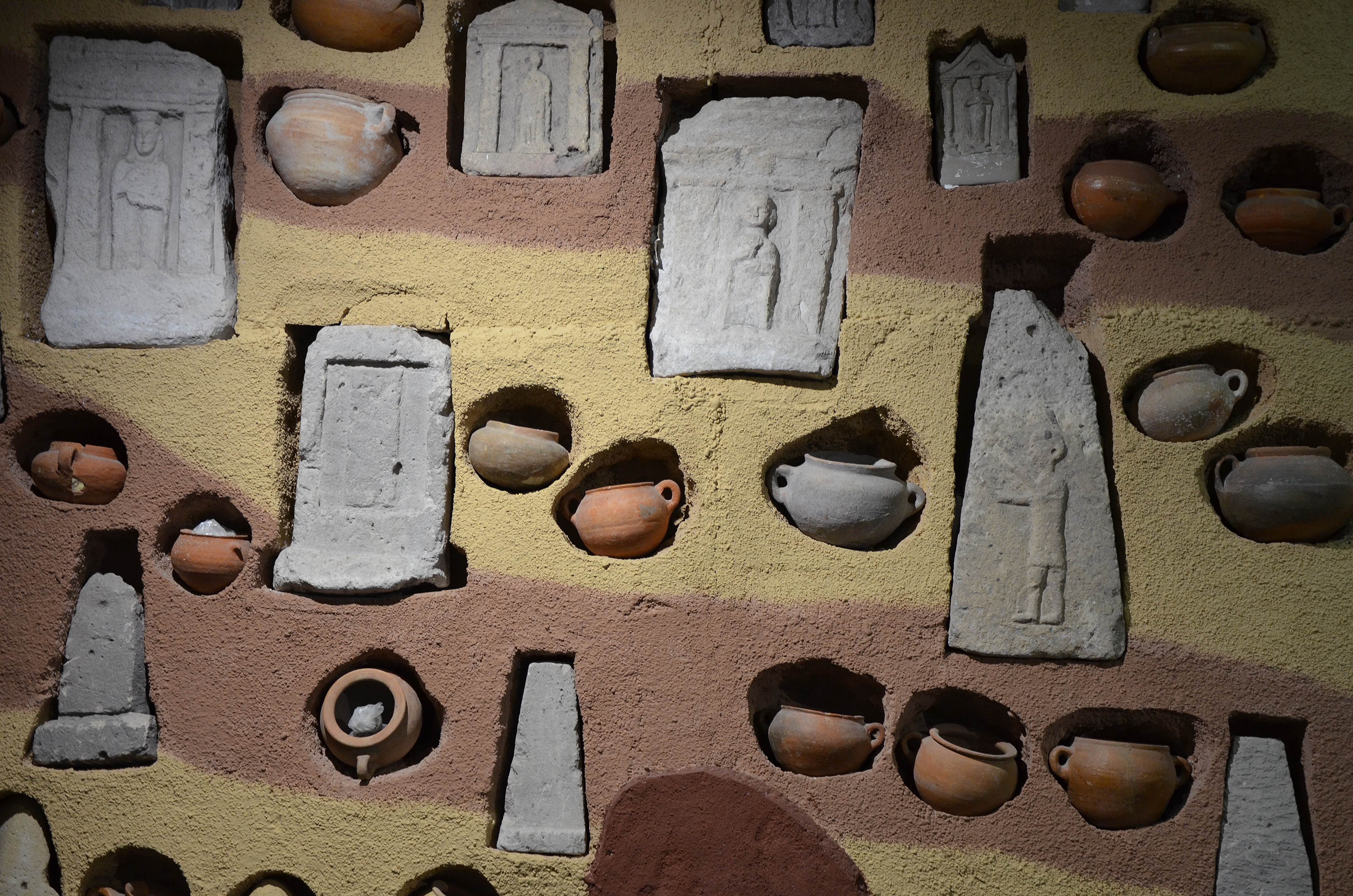
Theoretische Rekonstruktion des Tofet von Sulkis auf Sardinien

## Sprachliche Herkunft
Die etymologische Herleitung und ursprüngliche Bedeutung des Wortes sind ungewiss. Die Konsonantenfolge tft erscheint auch in anderen semitischen Sprachen mit der wahrscheinlichen Bedeutung „Speichel“, „Auswurf“. Manche Forscher sehen es als verwandt mit dem syrisch-aramäischen Wort תְּפָיָא (tephaya, „Kochherd“) an. Dann bedeutete es ursprünglich „Feuerstelle“.
Die masoretische Vokalisierung des Wortes im Tanach gleicht der von Worten wie boschet („Schande“) und molech. Dies kann eine verachtende Wertung ausdrücken.

## Biblischer Kontext
Der Ausdruck erscheint einmal im deuteronomistischen Geschichtswerk im Zusammenhang einer Kultreform des Königs Joschija (640 bis 609 v. Chr.), der die noch übrigen kanaanäischen Kultstätten zerstören oder unbrauchbar machen ließ (2 Kön 23,10 ):

„Ebenso machte er das Tofet im Tal der Söhne Hinnoms unrein, damit niemand mehr seinen Sohn oder seine Tochter für den Moloch durch das Feuer gehen ließ.“

Die Wendung „durch das Feuer gehen“ wird als rituelles Verbrennen gedeutet. Sie erscheint auch in 2 Kön 17,17  in einer summarischen Aufzählung des Götzendienstes Israels neben anderen abgelehnten Riten aus der kanaanäischen, assyrischen und babylonischen Religion. Israels Propheten hätten Israel vor den Folgen solcher Abgötterei gewarnt. Doch Könige und Volk hätten Gottes Gebote fortgesetzt missachtet. Dem sei unvermeidbar Gottes Zorngericht über ganz Israel gefolgt. Deshalb sei zuerst das Nordreich Israel (722 v. Chr.), später auch das Südreich Juda (586 v. Chr.) untergegangen. Die Rede erklärt also theologisch in der Rückschau, was historisch eingetreten war.
Der Prophet Jeremia (627 bis 585 v. Chr.) gehörte zu den schärfsten Kritikern der Tempelpriester und des Tempelkults. In einer seiner Gerichtspredigten gegen das Volk und seine Führer, gehalten wahrscheinlich kurz vor der babylonischen Eroberung Jerusalems, heißt es (Jer 7,31.32 ):

„Auch haben sie die Kulthöhe des Tofet im Tal Ben-Hinnom gebaut, um ihre Söhne und Töchter im Feuer zu verbrennen, was ich nie befohlen habe und was mir niemals in den Sinn gekommen ist.
 Seht, darum kommen Tage – Spruch des Herrn –, da wird man nicht mehr vom Tofet reden oder vom Tal Ben-Hinnom, sondern vom Mordtal und im Tofet wird man Tote begraben, weil anderswo kein Platz mehr ist.“

Eine weitere Gerichtspredigt Jeremias erging im Tal Ben-Hinnom „am Eingang des Scherbentors“ (Jer 19,3–13 ):

„Hört das Wort des Herrn, ihr Könige und ihr Einwohner Jerusalems! So spricht der Herr der Heere, der Gott Israels: Seht, ich bringe solches Unheil über diesen Ort, dass jedem, der davon hört, die Ohren gellen.
 Denn sie haben mich verlassen, mir diesen Ort entfremdet und an ihm anderen Göttern geopfert, die ihnen, ihren Vätern und den Königen von Juda früher unbekannt waren. Mit dem Blut Unschuldiger haben sie diesen Ort angefüllt.
 Sie haben dem Baal eine Kulthöhe gebaut, um ihre Söhne als Brandopfer für den Baal im Feuer zu verbrennen, was ich nie befohlen oder angeordnet habe und was mir niemals in den Sinn gekommen ist.
 Seht, darum werden Tage kommen – Spruch des Herrn –, da wird man diesen Ort nicht mehr Tofet oder Tal Ben-Hinnom nennen, sondern Mordtal.
 Dann vereitle ich die Pläne Judas und Jerusalems an diesem Ort. Ich bringe sie vor den Augen ihrer Feinde durch das Schwert zu Fall und durch die Hand derer, die ihnen nach dem Leben trachten. Ich gebe ihre Leichen den Vögeln des Himmels und den Tieren des Feldes zum Fraß. Ich mache diese Stadt zu einem Ort des Entsetzens und zum Gespött; jeder, der dort vorbeikommt, wird sich entsetzen und spotten über alle Schläge, die sie getroffen haben. Ich gebe ihnen das Fleisch ihrer Söhne und Töchter zu essen; einer wird das Fleisch des andern verzehren in der Not und Bedrängnis, mit der ihre Feinde und alle, die ihnen nach dem Leben trachten, sie bedrängen. […]
 Im Tofet wird man Tote bestatten, weil sonst kein Platz ist zum Begraben. So werde ich mit diesem Ort verfahren – Spruch des Herrn – und mit seinen Bewohnern, um diese Stadt dem Tofet gleichzumachen. Die Häuser Jerusalems und die Häuser der Könige von Juda sollen unrein werden wie der Ort des Tofet, alle Häuser, auf deren Dächern man dem ganzen Heer des Himmels Rauchopfer und anderen Göttern Trankopfer dargebracht hat.“

Aus dieser Rede entnimmt man, dass das Tofet in einem der Täler am Stadtrand Jerusalems lag; angenommen wird meist eine Schlucht unterhalb des südöstlichen Teils der Stadtmauer. Dort wäre laut Jeremia früher einmal ein Opferplatz des Gottes Ba’al gewesen; den Gott Moloch nannte er hier nicht (anders in Jer 32,35 ). Er bezog sich offenbar auf einen Menschenopferkult, der den Israeliten ursprünglich fremd war, den sie aber später im eigenen Gebiet von anderen Völkern übernommen hätten. Ob dem Baal überhaupt Kinder geopfert wurden, ob und wann die Israeliten dies nachahmten und ob diese Kindesopfer zu Jeremias Zeit noch ausgeübt wurden, ist historisch stark umstritten und wird oft verneint.
Denn die Rede setzt voraus, dass der Ort des Tofet damals bereits unrein, also als Opferplatz ungeeignet war, so wie es der übrigen Stadt angekündigt wird. Zudem lagen Opferstätten für Baal üblicherweise auf Hügeln, nicht in Tälern. Aufgrund von Notizen späterer Quellen nimmt man an, dass die Talsenke vor der Stadt eine Art Müllhalde war, wo Fleischabfälle hingeworfen wurden, vielleicht auch Leichen von Hingerichteten. Darauf verweist auch der Leichenfraß von Vögeln unter freiem Himmel, den Jeremia den Bewohnern Jerusalems als zu ihrem Fehlverhalten analoges kommendes Schicksal androhte. Der aus nackter Hungersnot, etwa infolge einer jahrelangen Belagerung der Stadt, geborene Kannibalismus war das für Israeliten denkbar Schlimmste, was ihnen widerfahren konnte. Dann wäre Jeremias Hinweis auf Baal und ihm dargebrachte Menschenopfer als summarische Zusammenfassung und äußerste Zuspitzung seiner Kritik an der Anpassung an fremde Kultgebräuche zu verstehen, die ins Unheil führten und deshalb rückwirkend abgelehnt wurden.
Die Tora verbietet wiederholt (ob schon vor oder erst nach der prophetischen Kritik, ist ebenfalls umstritten) alle Menschenopfer in Israel (Ex 13,2.12–15 ; 22,28f ; 34,19f ; Num 3,1ff ; 18,15 ; Dtn 15,19 ) und bedroht ihre Ausübung mit Todesstrafe (Lev 20,2 ) oder Ausschluss aus Gottes Volk (Dtn 18,10 ). Denn sie galten als Inbegriff dessen, was dem Gott Israels ein „Greuel“ war und sein Zorngericht heraufbeschwor. Demgemäß konnte der Ausdruck tofet später auch allgemein für verabscheuungswürdige Dinge stehen. In diesem Sinn heißt es in Hi 17,6b :

„Zum Spott für die Leute stellte er mich hin, ich wurde einer, dem man ins Gesicht spuckt.“

Die Übersetzung folgt der Septuaginta, die tofet hier mit gélos („Gespött“) wiedergab.

## Andere Kultorte im Mittelmeerraum

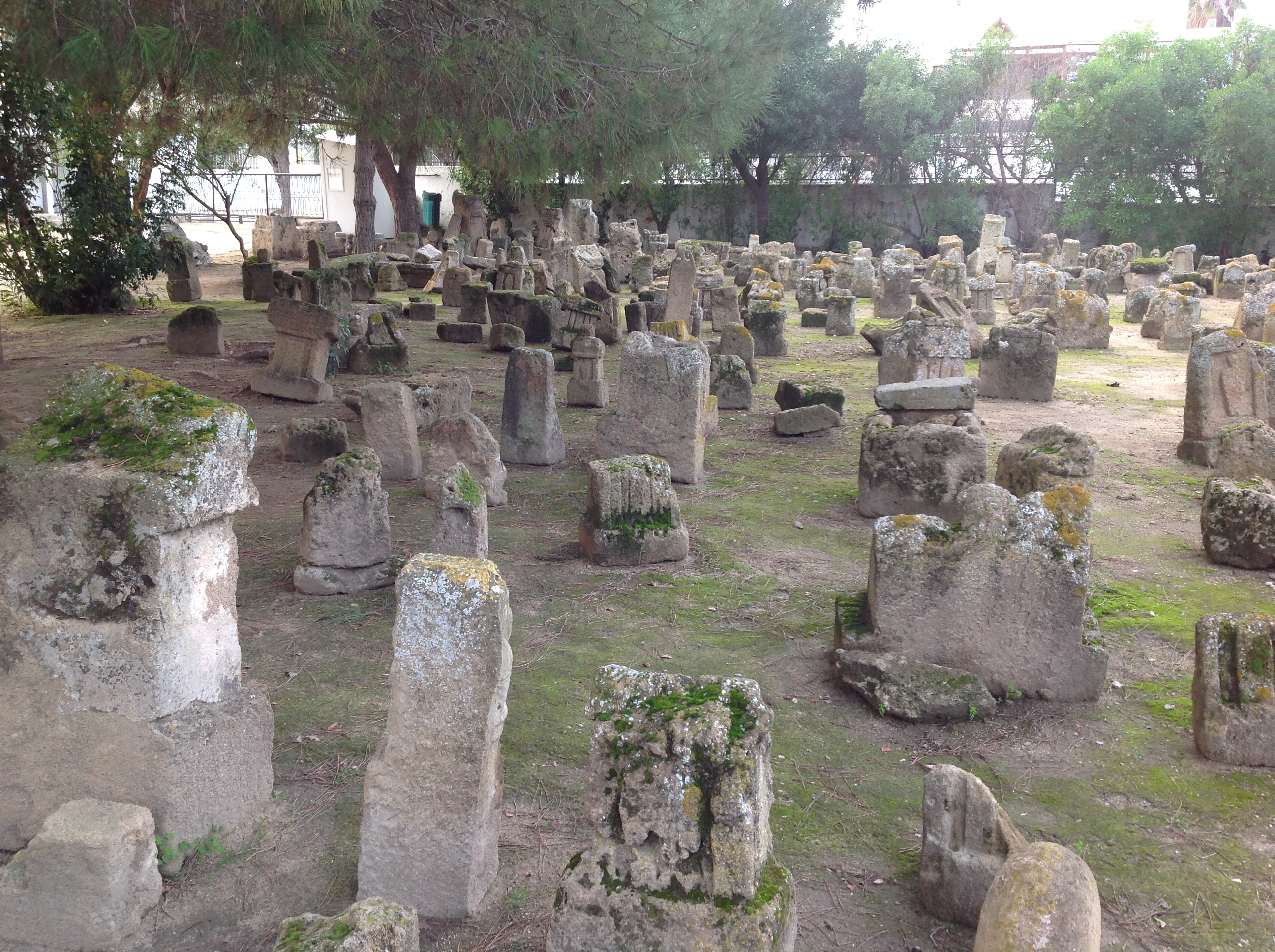
Tofet in Karthago

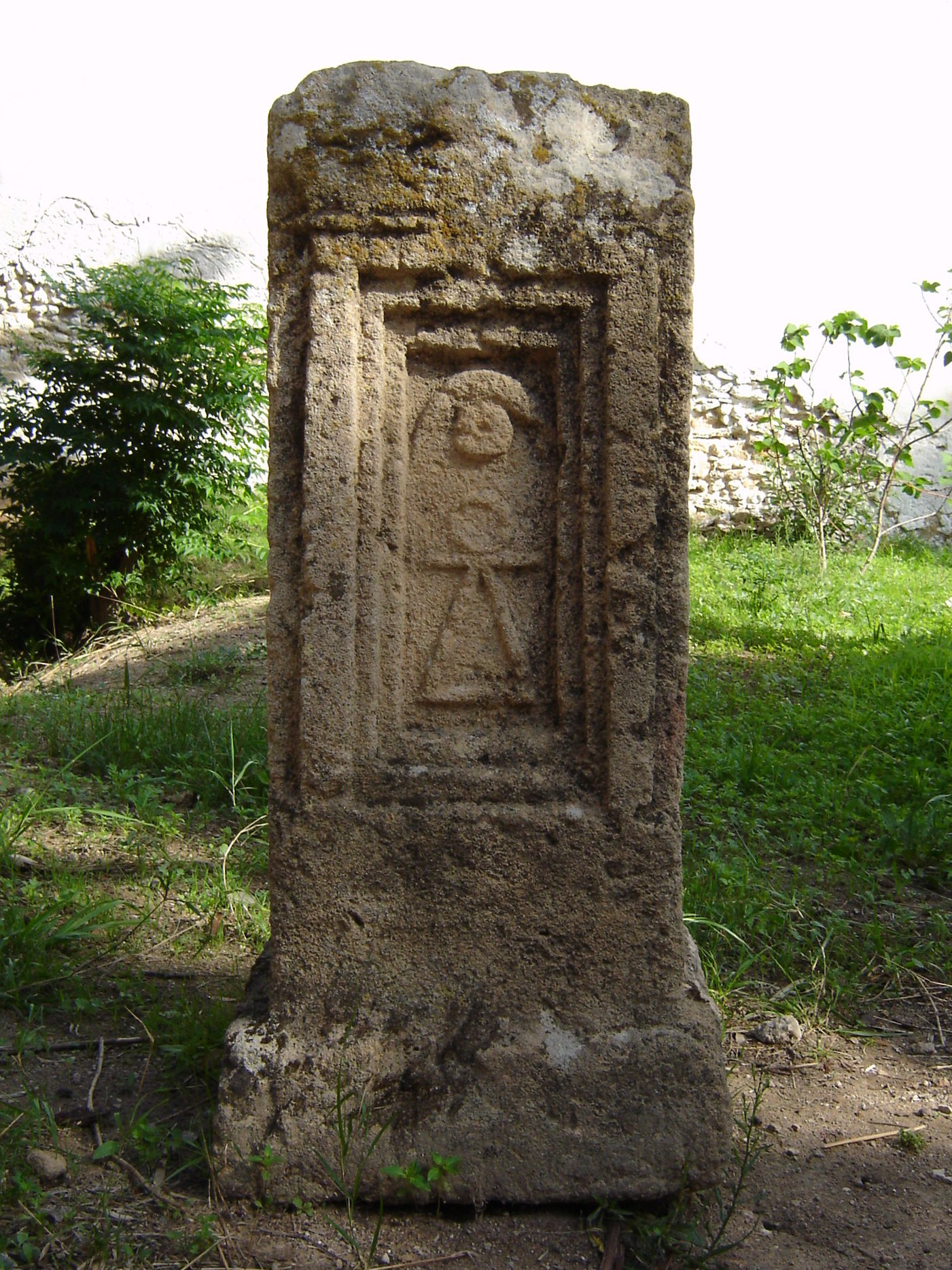
Votivstele im Tofet in Karthago

Als Tofet werden auch verschiedene phönizische und punische Kultstätten bezeichnet, die im Mittelmeerraum gefunden wurden: in Karthago, Mozia auf Sizilien, Bithia beim Kap Spartivento auf Sardinien, Nora, Monte Sirai, Tharros, eventuell in Tyrus (Libanon) oder auf einem Trachythügel beim historischen Sulki, heute Sant’Antioco.
Umstritten ist, ob all diese Stätten für Kinderopfer benutzt wurden oder ob es sich dabei um rituelle Kinderbeisetzungen handelt. Sabatino Moscati vertrat 1987 die These, Kinderopfer der Phönizier seien eine von den Griechen erfundene verleumderische Legende.